# Hesso de Baden-Hachberg
Hesso de Baden-Hachberg (em alemão:  Hesso von Baden-Hachberg; † 1410) foi um nobre alemão pertencente à Casa de Zähringen, que foi Marquês de Baden-Hachberg, conjuntamente com o seu irmão João, de 1386 até à sua morte.

## Biografia
Hesso era o filho mais novo de Henrique IV de Baden-Hachberg e de Ana de Üsenberg. A 9 de julho de 1386, o irmão mais velho, Otão I, morrera na batalha de Sempach e, como não tinha descendência, foram os dois irmãos mais novos, João e Hesso que, conjuntamente, lhe sucederam no governo da Marca de Baden-Hachberg.
En 1390 Hesso e os seus filhos são mencionados como vassalos do conde João de Habsburgo-Laufenburgo que lhe atribuíra o feudo de Prechtal. No caso de morte sem herdeiros, o feudo ficaria propriedade de Hesso e dos seus descendentes. Mas a morte do conde, em 1408, dá lugar a um longo conflito, dado que a Casa de Fürstenberg reivindica também a herança. Em 1409/1410, uma sentença arbitral atribui metade de Prechtal a cada uma das partes instaurando um condomínio no feudo situado entre Baden e Fürstenberg que perduraria até 1806.
Em 1392 Hesso compra a Werner von Hornberg a parte que este detinha no castelo de Höhingen, no qual Hesso já detinha a outra metade. Ele adquire também o castelo de Triberg ao mesmo senhor, Werner von Hornberg.

## Casamento e descendência
Hesso casou em primeiras núpcias com Inês de Geroldseck de quem teve três filhos:
- Henrique (V) (Heinrich) [2] († antes de 1399), em 1390 ficou noivo de Margarida de Nellenburg, mas nunca chegou a casar pela sua morte prematura;
- Hesso (II) (Hesso) [3];
- Otão II (Otto) que lhe viria ao pai.

Hesso voltaria a casar em segundas núpcias em 1381 com Margarida, filha do conde de Tübingen de quem teve um filha:
- Margarida (Margarete) que casou, em 1405, com o conde Frederico VII de Leiningen.